# Mia Gommers
Maria Francisca Philomena Gommers, meglio nota come Mia Gommers (Stein, 26 settembre 1939), è un'ex mezzofondista olandese, detentrice del record del mondo sui 1500 metri piani dal 24 ottobre 1967 al 2 luglio 1969 e di quello sul miglio dal 14 giugno 1969 al 20 agosto 1971.

## Biografia
Il 24 ottobre 1967, durante una competizione a Sittard (Paesi Bassi), fece registrare il tempo di 4'15"6 nei 1500 metri piani, prestazione che le valse il record mondiale in questa specialità, scalzandolo alla britannica Anne Smith che quattro mesi prima aveva corso la distanza in 4'17"3. Il record di Gommers resistette poco più di otto mesi, fino al 2 luglio 1969, quando l'italiana Paola Pigni lo abbassò a 4'12"4.
Nel 1968 prese parte ai Giochi olimpici di Città del Messico, dove conquistò la medaglia di bronzo negli 800 metri piani.
Il 14 giugno 1969 fece registrare il record del mondo nel miglio, con il tempo di 4'36"8, di soli due decimi inferiore rispetto al tempo ottenuto da Anne Smith il 3 giugno 1967. Nello stesso anno, a settembre, fu medaglia d'argento nei 1500 metri piani ai campionati europei di Atene.
Nel 1969 fu scelta come atleta olandese dell'anno.

## Record nazionali
- 200 metri piani indoor: 26'3" ( Böblingen, 4 novembre 1967)
- 800 metri piani indoor: 2'17"9 ( Leeuwarden, 9 marzo 1968)
- 1500 metri piani: 
  - 4'42"2 ( Amsterdam, 7 maggio 1967)
  - 4'35"36 ( Sittard, 15 maggio 1967)
  - 4'22"3 ( Sittard, 11º settembre 1967)
  - 4'15"6  ( Sittard, 24 ottobre 1967)
  - 4'15"0 ( Milano, 2 luglio 1969)
  - 4'13"5 ( Stoccarda, 31 luglio 1969)
  - 4'11"9 ( Atene, 21 settembre 1969)
- Miglio: 4'36"8  ( Leicester, 14 giugno 1969)

## Palmarès
| Anno | Manifestazione  | Sede              | Evento           | Risultato | Prestazione | Note             |
| ---- | --------------- | ----------------- | ---------------- | --------- | ----------- | ---------------- |
| 1968 | Giochi olimpici | Città del Messico | 800 metri piani  | Bronzo    | 2'06"6      |                  |
| 1969 | Europei         | Atene             | 1500 metri piani | Argento   | 4'11"9      | Record nazionale |

## Campionati nazionali

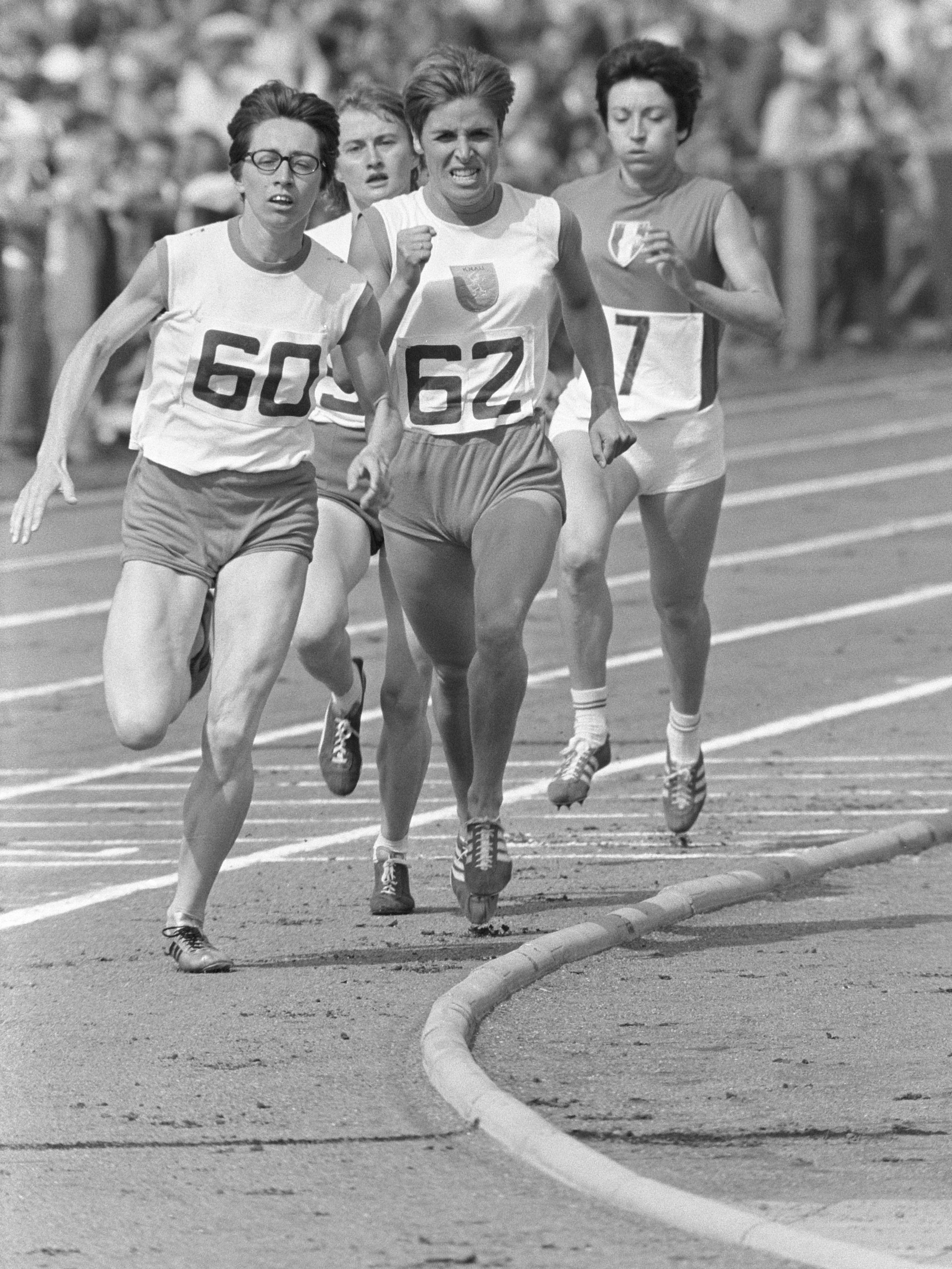
Mia Gommers (con il pettorale 60) durante una gara a Uden nel 1969.

- 2 volte campionessa olandese degli 800 metri piani (1967, 1969)
- 2 volte campionessa olandese degli 800 metri piani indoor (1968, 1969)
- 2 volte campionessa olandese dei 1500 metri piani (1967, 1969)
- 2 volte campionessa olandese della corsa campestre (1968, 1969)